# Kølkær-ulykken
Kølkær-ulykken var en jernbaneulykke den 2. marts 2000. To regionaltog kolliderede frontalt kl. 6.35 på Kølkær station, som er togfølgestation og bruges til krydsning mellem tog på den enkeltsporede Vejle-Holstebro-bane.
Ved kollisionen omkom tre personer, en passager i tog 3712 og begge togs lokomotivførere. 10 passagerer blev alvorligt kvæstet.
Kollisionen skete i vigesporet (spor 1) på stationen, hvor tog 3712 var under nedbremsning, da det ramtes af det modkørende tog 3705 med omkring 116 km/t. Tog 3705 var normalt gennemkørende (ad spor 2) under krydsningen med tog 3712.
Indkørselssignalet til Kølkær station viste stop for tog 3705 og dette signal blev forvarslet af et signal 800 meter tidligere. På trods af dette blev indkørselssignalet passeret med ca. 117 km/t og ca. 400 meter efter signalet ramte toget det modkørende tog 3712.
Undersøgelserne viste ikke fejl ved hverken materiel (regionaltogene bestod af hver et MR-togsæt) eller ved signaler eller spor, der kunne forklare ulykken. Men en meget uregelmæssig kørsel fra Vejle til Kølkær og en fuldstændig mangel på reaktion fra lokomotivføreren i tog 3705 på signalerne før Kølkær og under kørsel ind på stationen sandsynliggjorde, at denne ikke havde opfattet signalerne. Der foreligger ikke nogen nærmere forklaring på dette.
Jernbanetilsynet anbefalede bl.a., at strækningen blev udrustet med ATC eller tilsvarende system, en anbefaling, der blev kædet sammen med kollisionen på samme strækning 1. august 1995 (Togulykken i Jelling). ATC blev i forenklet form endeligt sat i drift på strækningen ved udgangen af 2004.